# CTBS
Di-N-acetylchitobiase là enzyme ở người được mã hóa bởi gen CTBS.